# Mohsen Yeganeh
 (juin 2023).
Pour les articles homonymes, voir Yeganeh.
Mohsen Yeganeh (en persan محسن یگانه), né le 13 mai 1985, est un musicien et chanteur pop iranien.

## Biographie
Mohsen yeganeh est né à Gonbad-e Qabous le 13 mai 1985 (1364 du calendrier persan),. Étudiant en génie industriel à l'Université islamique d'Azad (en), il interrompt ses études pour se consacrer à la musique,. Il est le fils de Mohammad Reza Yeganeh, mort au combat lors de la guerre Iran-Iraq ; sa mère est professeur d'université. Il commence par jouer de la guitare. C'est Shadmehr Aghili (en) qui est à l'origine de sa passion pour la musique.

## Carrière
Il a interprété sa première chanson avec Mohsen Chavoshi,. Son premier album sort clandestinement en 2005. Il publie ses chansons sur des sites Web avant d'obtenir les autorisations nécessaires du ministère iranien de la Culture et de la Guidance islamique. Après ce premier album officiel, sorti en 2007, il se produit sur scène, notamment au Festival international de musique de Fajr (en). Il compose lui-même ses propres chansons. Il a écrit aussi pour d'autres, comme  Mohammad Esfahani (en).
Le clip video de la chanson Behet Ghol midam est le plus regardé parmi les créations de chanteurs iraniens sur le site Youtube. La chanson a été reprise en turc par Ayşegül Coşkun (en) sous le titre Söz Verdim.

## Albums officiels
- Sal-e Kabiseh, 2004–05
- Nafas-haye Bi-hadaf, 2008
- Rag-e Khab, 2010
- Hobab, 2012
- Negah-e Man, 2015.